# Оффенбах-ан-дер-Квайх
Оффенбах-ан-дер-Квайх (нім. Offenbach an der Queich) — громада в Німеччині, розташована в землі Рейнланд-Пфальц. Входить до складу району Південний Вайнштрассе. Центр об'єднання громад Оффенбах-ан-дер-Квайх.
Площа — 15,24 км2. Населення становить 6289 ос. (станом на 31 грудня 2020).

## Галерея

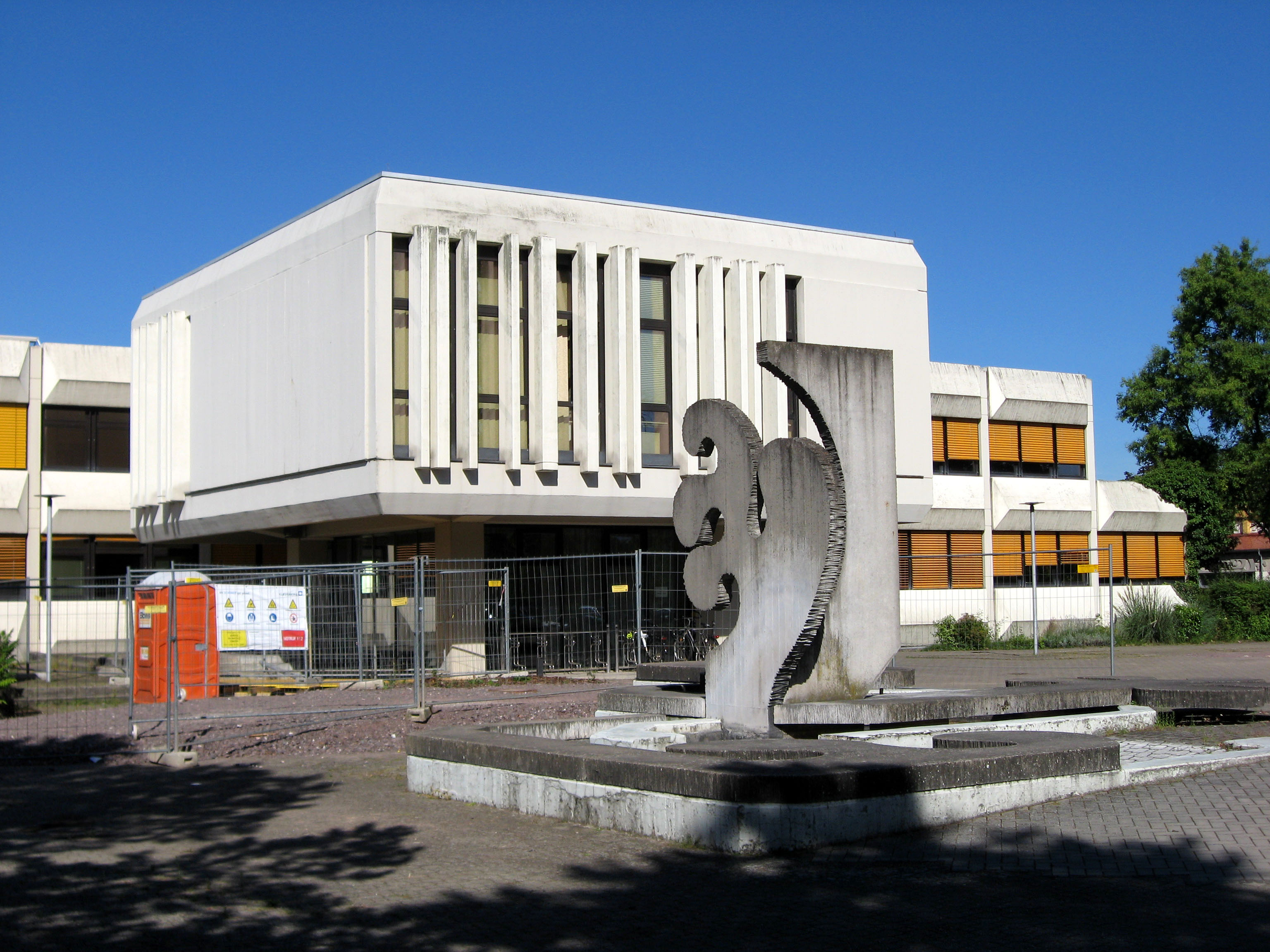
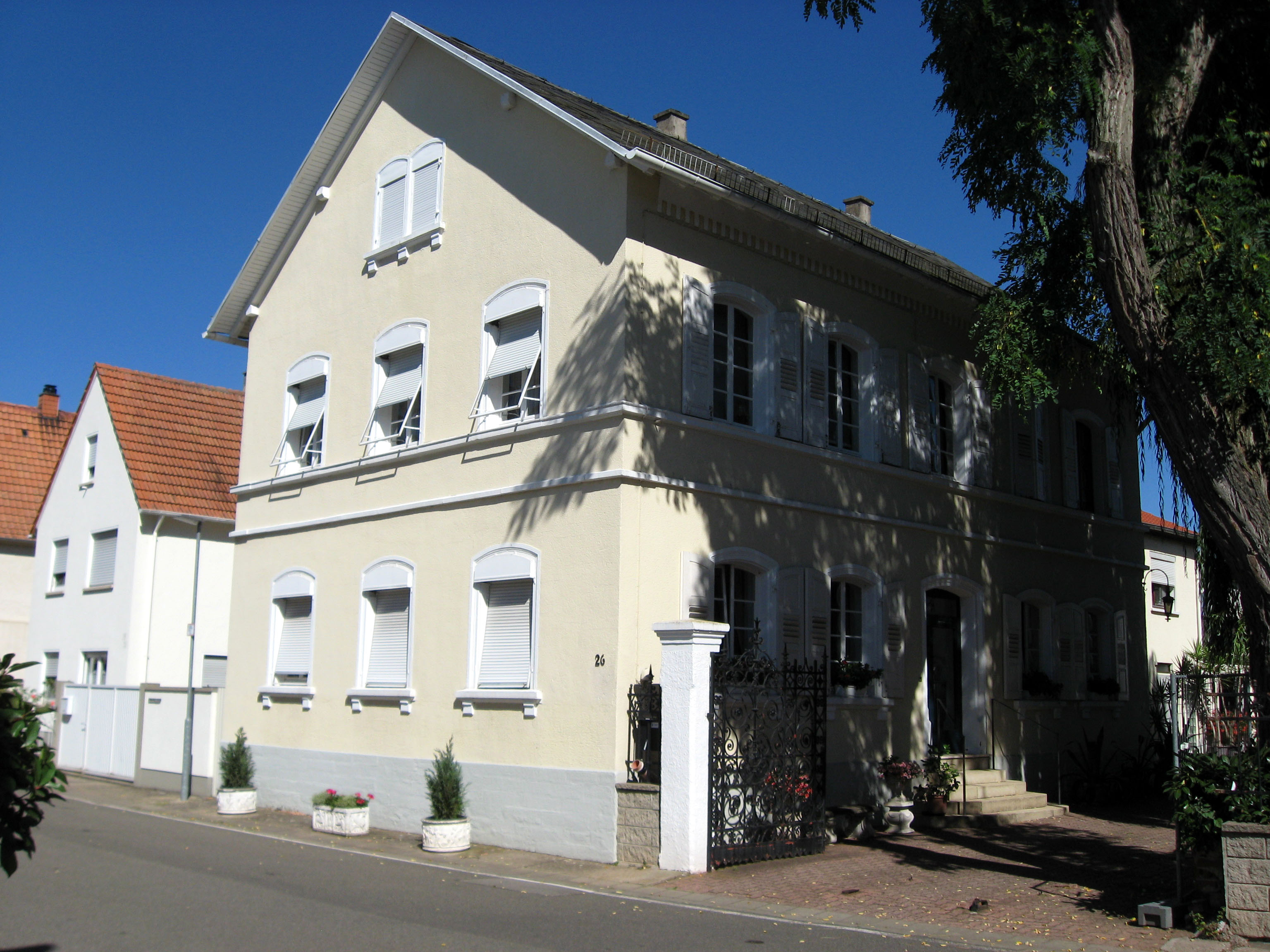
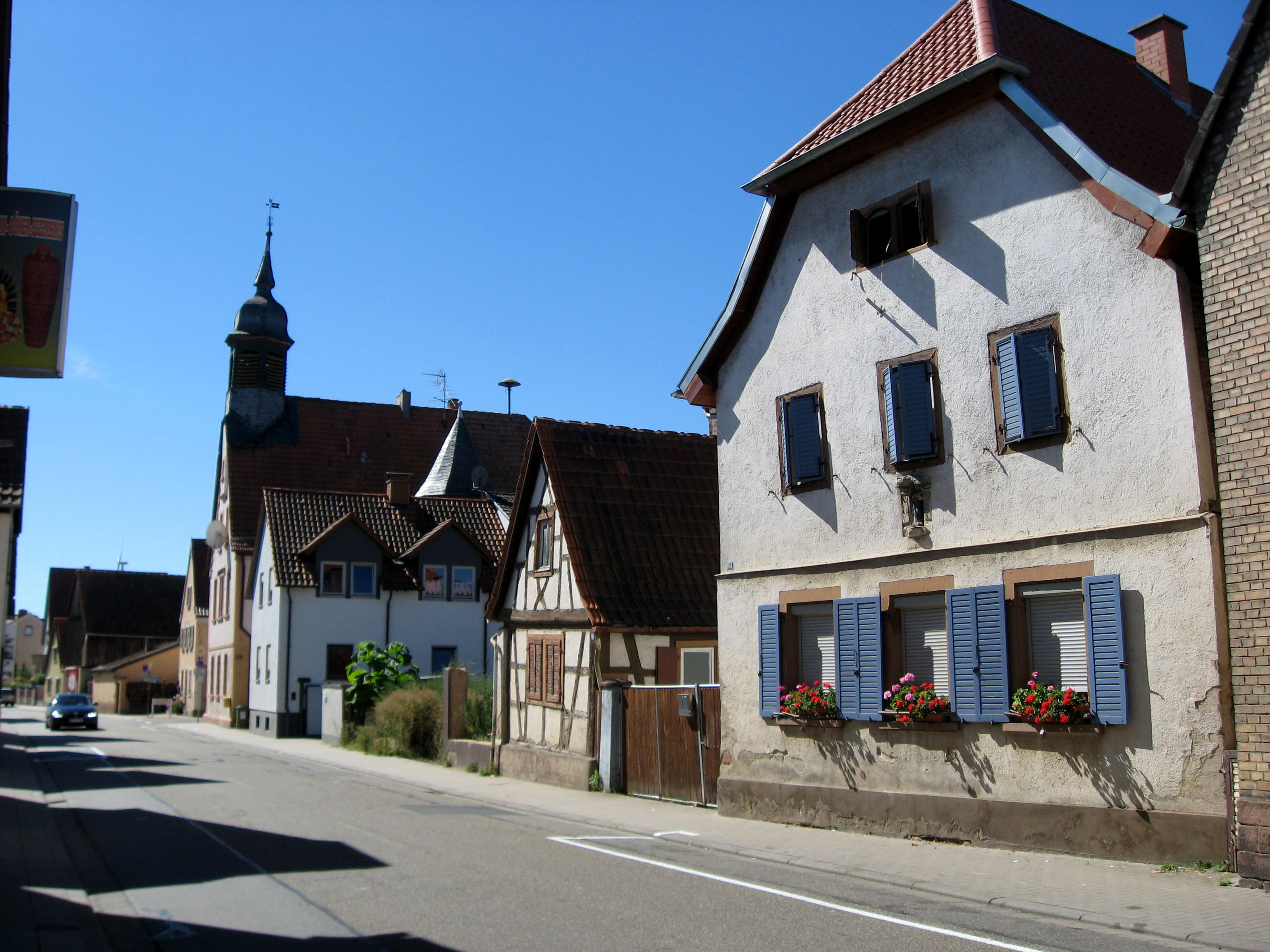